# Kerstin Ekman

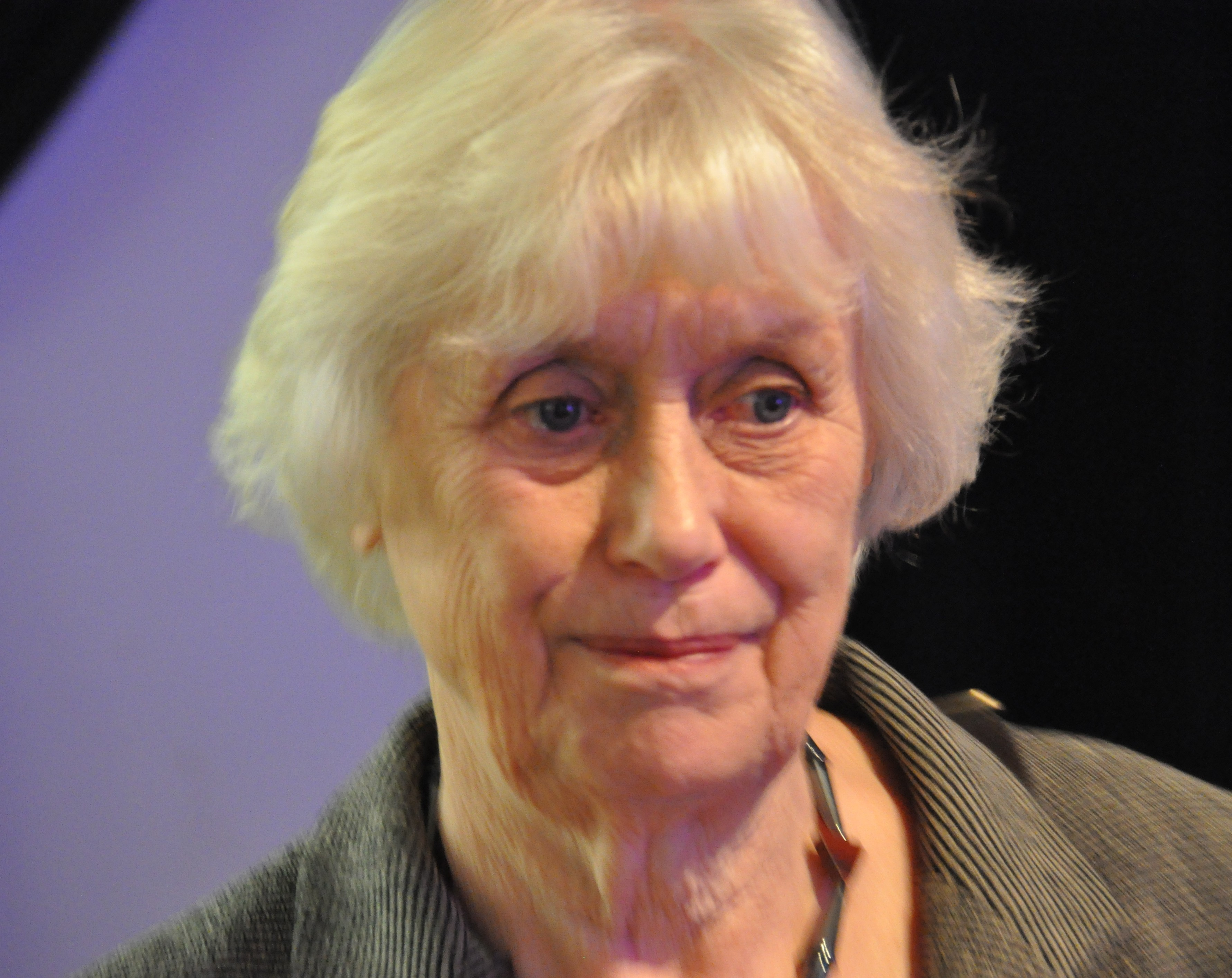
Kerstin Ekman 2011

Kerstin Lillemor Ekman (Aussprache [ˌɕæʂːtin ˈeːkman], * 27. August 1933 in Risinge, Östergötlands län) ist eine der angesehensten Schriftstellerinnen Schwedens.

## Leben
Kerstin Ekman wurde in Finspång geboren und wuchs in Katrineholm auf. Sie studierte an der Universität Uppsala skandinavische Sprachen, Deutsch, Pädagogik und als Hauptfach Literaturgeschichte. 1957 erwarb sie ihren Mag. phil. Danach arbeitete sie einige Jahre als Lehrerin an einer Volkshochschule und in der Dramaturgie einer schwedischen Filmgesellschaft. Sie führte gelegentlich selber Regie, bearbeitete jedoch hauptsächlich Drehbücher und widmete sich insbesondere den Filmdialogen. 1959 debütierte sie mit dem Kriminalroman Trettio meter mord (dt. Der Tod filmt mit). Weitere Kriminalromane folgten, aber Ende der 1960er Jahre entfernte sie sich zunehmend von diesem Genre. Mit dem Dokumentarroman Menedarna (die Meineide) 1970 und der Schilderung der Wildnis Mörker och blåbärsris (dt. Mittsommerdunkel) 1972 gelang ihr der literarische Durchbruch, der in der Vallmsta-Tetralogie,  bestehend aus Häxringarna 1974 (dt. Hexenringe), Springkällan 1976 (dt. Die Springquelle), Änglahuset 1979 (dt. Das Engelhaus) und En stad av ljus 1983 (dt. Stadt aus Licht) gipfelte. Die Tetralogie schildert die (industrielle) Entwicklung einer mittelschwedischen Kleinstadt (nach dem Vorbild Katrineholms) durch ein Jahrhundert; dabei stehen die Schicksale der Frauen im Mittelpunkt.
1978 wurde Ekman in die Schwedische Akademie gewählt. Weil sie der Schwedischen Akademie vorwarf, zu große Zurückhaltung während der Attacken auf Salman Rushdie zu üben, zog sie sich 1989 wie auch Werner Aspenström und Lars Gyllensten aus der Arbeit der Akademie zurück. Ekman sah sich seither dezidiert nicht mehr als Mitglied, während die Regeln der Akademie eine Aufkündigung der Mitgliedschaft bis im Jahre 2018 nicht vorsahen. Am 7. Mai 2018 wurde ihr Austrittsgesuch schließlich bewilligt. Von 1978 bis 1986 und wieder von 1993 bis 2021 war sie Mitglied des Samfundet De Nio.
Ende der 1970er Jahre zog Ekman mit ihrem Mann, der einen Ruf an die Mittuniversitetet (Sundsvall, Östersund und Härnösand) erhalten hatte, nach Norrland. Die nordische Landschaft, die Menschen in Norrland, aber auch die wirtschaftliche und gesellschaftliche Modernisierung der Gesellschaft blieben ein wichtiges Thema ihres literarischen Schaffens. Dabei gilt ihr besonderes Interesse der Gestaltung der Schicksale derer, die aus den Modernisierungsprozessen sowohl freiwillig als auch unfreiwillig ausgeschlossen sind. Händelser vid vatten 1993 (dt. Geschehnisse am Wasser) und die 2003 vollendete Trilogie Vargskinnet (Der Wolfspelz) – bestehend aus den Romanen Guds barmhärtighet (dt. Am schwarzen Wasser), Sista rompan (dt. Die letzten Flöße) und Skraplotter (dt. Zeit aus Glas) – spielen in einem Gebirgsdorf in Jämtland. Die Romane schildern die Entwicklung der kleinen Siedlung im 20. Jahrhundert; auch hier wieder vor allem durch die Schicksale von Frauen aus drei Generationen.

## Auszeichnungen (Auswahl)
- 1961: Sherlock-Preis für De tre små mästarna (dt. Die drei kleinen Meister)
- 1972: Tidningen Vi:s litteraturpris
- 1978: Großer Romanpreis der Litteraturfrämjandet
- 1984: Kellgren-Preis
- 1989: Selma-Lagerlöf-Preis
- 1989: Aniara-Preis
- 1993: Schwedischer Krimipreis für Händelser vid vatten (dt. Geschehnisse am Wasser)
- 1993: August-Preis für Händelser vid vatten
- 1994: Literaturpreis des Nordischen Rates für Händelser vid vatten
- 1995: Finnischer Krimipreis Kategorie International für Tapahtui veden äärellä (Original: Händelser vid vatten)
- 1998: Ehrendoktor der Universität Umeå[3]
- 1999: Hedenvind-Plakette
- 2000: Ivar-Lo-Preis
- 2003: August-Preis für Skraplotter (dt. Zeit aus Glas)
- 2022: Großer Preis des Samfundet De Nio
- 2022: Norrlands Literaturpreis

## Werke
Anmerkung: Sämtliche der seit 1988 erschienenen aufgezählten Übersetzungen ins Deutsche stammen von Hedwig M. Binder.
- 1959 Trettio meter mord (dt. 1959 Der Tod filmt mit, 2001 Die Nacht vor dem Mord)
- 1960 Han rör på sig
- 1960 Kalla famnen
- 1961 De tre små mästarna (dt. 1962 Die drei kleinen Meister)
- 1962 Den brinnande ugnen (dt. 1963 Der brennende Ofen)
- 1963 Dödsklockan (dt. 1974, 2001 Die Totenglocke)
- 1967 Pukehornet (dt. 1997 Winter der Lügen)
- 1970 Menedarna
- 1972 Mörker och blåbärsris (dt. 2002 Mittsommerdunkel)
- Kvinnorna och staden (Vallmsta-Tetralogie)
  - 1974 Häxringarna (dt. 1978 Bannkreise, 1988 Hexenringe, Neuer Malik Verlag, Kiel, als btb Taschenbuch, ISBN 3-442-72056-7)
  - 1976 Springkällan (dt. 1989 Die Springquelle)
  - 1979 Änglahuset (dt. 1990 Das Engelhaus)
  - 1983 En stad av ljus (dt. 1992 Stadt aus Licht)
- 1986 Hunden (dt. Hundeherz, Piper Verlag, München und Zürich 2009, ISBN 978-3-492-05352-5[4] – nicht zu verwechseln mit Michail Bulgakows Hundeherz)
- 1988 Rövarna i Skuleskogen (dt. 1995 Skord von Skuleskogen)
- 1990 Knivkastarens kvinna
- 1993 Händelser vid vatten (dt. 1995 Geschehnisse am Wasser)
- 1996 Gör mig levande igen (dt. 1998 Zum Leben erweckt)
- 2000 Urminnes tecken (dt. 2002 Der Ruf des Raben)
- Vargskinnet (Trilogie Der Wolfspelz)
  - 1999 Guds barmhärtighet (dt. 2000 Am schwarzen Wasser)
  - 2002 Sista rompan (dt. 2003 Die letzten Flöße)
  - 2003 Skraplotter (dt. 2005 Zeit aus Glas)
- 2007 Herrarna i skogen (dt. 2008 Der Wald. Eine literarische Wanderung)
- 2009 Mordets praktik (dt. 2009 Tagebuch eines Mörders)
- 2011: Grand final i skojarbranschen (dt. Schwindlerinnen, Piper Verlag, München 2012, ISBN 978-3-492-05544-4)[5]
- 2019: Hundeherz, Übersetzung aus dem Schwedischen von Hedwig M. Binder, Piper Verlag, München 2019, ISBN 978-3-492-50299-3
- 2021: Löpa varg (dt. Wolfslichter, Übersetzung aus dem Schwedischen von Hedwig M. Binder, Piper Verlag, München 2023, ISBN 978-3-4920-5967-1)